# مومير رنيتش (لاعب كرة يد مواليد 1987)
مومير رنيتش (بالسيريلية الصربية: Момир Рнић) مواليد 1 نوفمبر 1987 في جمهورية يوغوسلافيا الاشتراكية الاتحادية، هو لاعب كرة يد صربي يلعب كظهير أيسر. يلعب حاليا مع نادي ملزونغن لكرة اليد ويحمل الرقم 20. مثل منتخب صربيا لكرة اليد. شارك في دورة الألعاب الأولمبية الصيفية سنة 2012. حقق المركز الأول في ألعاب البحر الأبيض المتوسط 2009.

## سجل المنافسة
شارك في البطولات التالية:
- بطولة أوروبا لكرة اليد للرجال 2012
- بطولة أوروبا لكرة اليد للرجال 2014
- بطولة أوروبا لكرة اليد للرجال 2016
- الألعاب الأولمبية الصيفية 2012

## الميداليات
| الميدالية | المسابقة                           |
| --------- | ---------------------------------- |
| فضية      | بطولة أوروبا لكرة اليد للرجال 2012 |
| ذهبية     | ألعاب البحر الأبيض المتوسط 2009    |

## روابط خارجية
- مومير رنيتش على موقع الاتحاد الأوروبي لكرة اليد (الإنجليزية)
- مومير رنيتش على موقع اللجنة الأولمبية الدولية (الإنجليزية)
- مومير رنيتش على موقع أوليمبيديا (الإنجليزية)
- مومير رنيتش على موقع اللجنة الأولمبية الصربية (الصربية)